# جوني كينغ
جوني كينغ (بالإنجليزية: Johnny King)‏ (5 نوفمبر 1926 - 11 يناير 2010) هو لاعب كرة قدم بريطاني (وحمل سابقاً جنسية المملكة المتحدة لبريطانيا العظمى وأيرلندا) في مركز نصف الجناح. لعب مع ليستر سيتي.

## وصلات خارجية
- جوني كينغ على موقع قاعدة بيانات كرة القدم.إي يو (الإنجليزية)